# E.ON
エーオン（E.ON SE）は、ドイツ・エッセンに本社を置き、電力・ガスなどを供給するヨーロッパ有数の大手エネルギー会社。ドイツを代表する大企業として、ドイツ株価指数（DAX）の40銘柄のひとつに選ばれている。ニューヨーク証券取引所、フランクフルト証券取引所に上場している。

## E.ONの発足
1998年のドイツの電力自由化をきっかけに、当時の八大電力会社はデュッセルドルフのE.ON、エッセンのRWE（ライン・ヴェストファーレン電力会社、2002年にドルトムントのVEWを吸収合併した）、ハンブルクのHEW（ハンブルク電力会社、ベルリンのBewagと旧東独のVEAGの二社を吸収合併したが、スウェーデンの公営電力会社バッテンフォール（vattenfall、ヴァッテンファル）の傘下となり、2006年に社名をバッテンフォール・ヨーロッパに変更した）、カールスルーエのEnBW（独立を保ったがフランスの電力会社EDFの傘下となった）の四つに集約された。
E.ONは2000年、二つの巨大電力会社が合併して発足した。その会社は以下の二つである。
- VEBA（Vereinigte Elektrizitäts- und Bergwerks Aktiengesellschaft、合同電力鉱山株式会社、プロイセン電力）

1929年に多くの炭鉱・電力会社を傘下に置くプロイセン州所有のエネルギー持株会社として設立され、戦後西ドイツ政府の国有企業となり石油・通信にも事業を伸ばした。1965年に民営化が開始され、1987年に完全民営化された。
- VIAG（Vereinigte Industrieunternehmen AG、合同工業企業株式会社、バイエルン電力）

1923年にドイツ国が多数の電力・金属・機械会社を傘下に収めて発足させた国営持株会社。戦後ミュンヘンに本拠を置く国営企業となり、1986年より民営化が始まった。
エーオンという社名は「永遠」を意味するラテン語の「aeon」（ギリシャ語のアイオーンに由来する）から来たもので、eとonの間にピリオドを打つことで「エネルギー」の「E」と「イルミネーション」の「ON」の意味も持たせている。
2003年にはE.ONはドイツのガス会社ルールガス（Ruhrgas、後に社名をエーオン・ルールガス E.ON Ruhrgas に変更）を買収してガス市場に参入した。エーオン・ルールガスはヨーロッパ20カ国以上で天然ガスなどを供給している。なお、2002年時点で、エーオンはデグサの過半数株を握っていたが、2007年の再編にも出資を行った。

## E.ONの世界展開

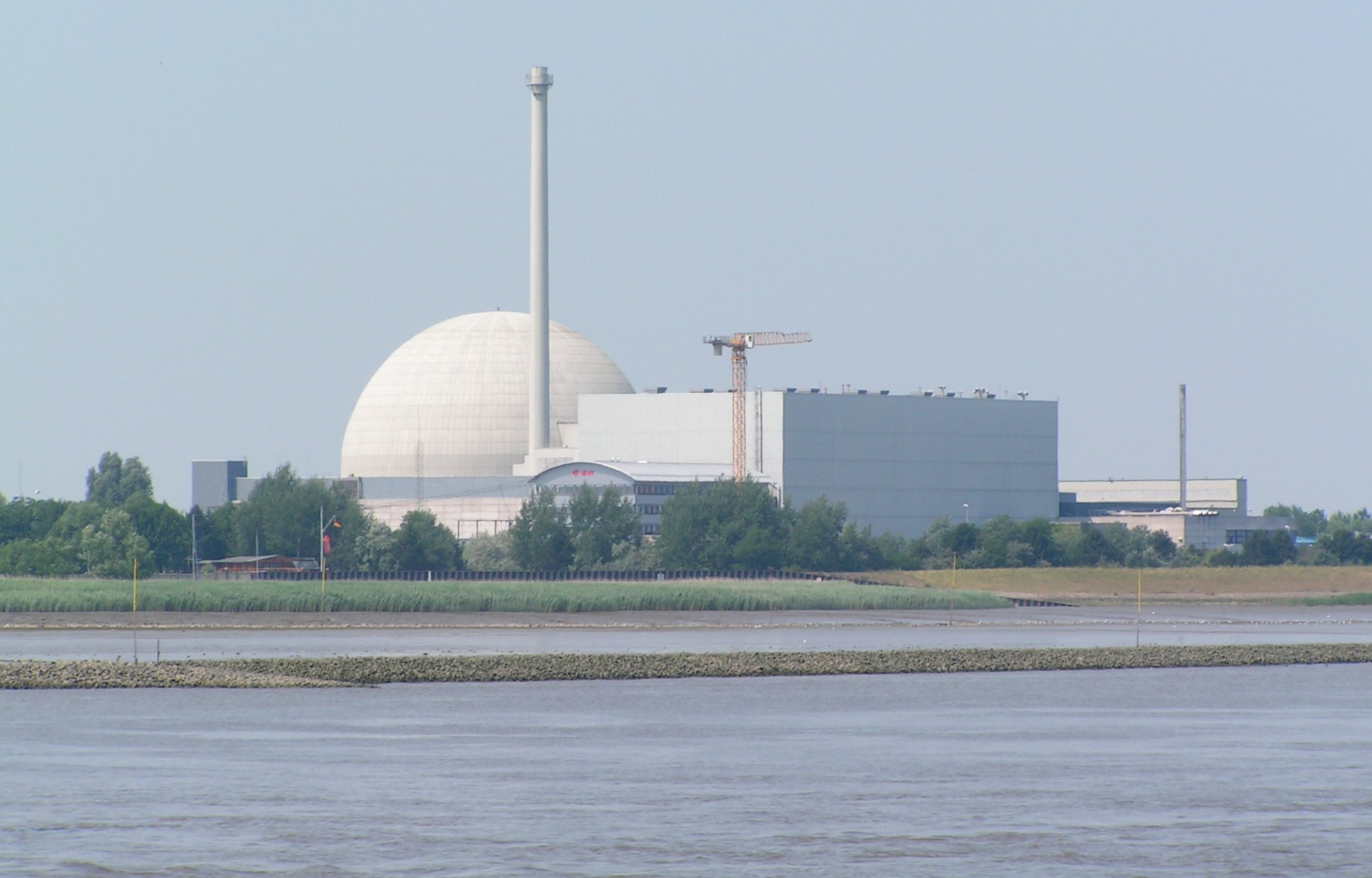
ウンターヴェーザー原子力発電所。1978年に稼動しE.ONが運転していたが、2011年3月をもって運転停止となった

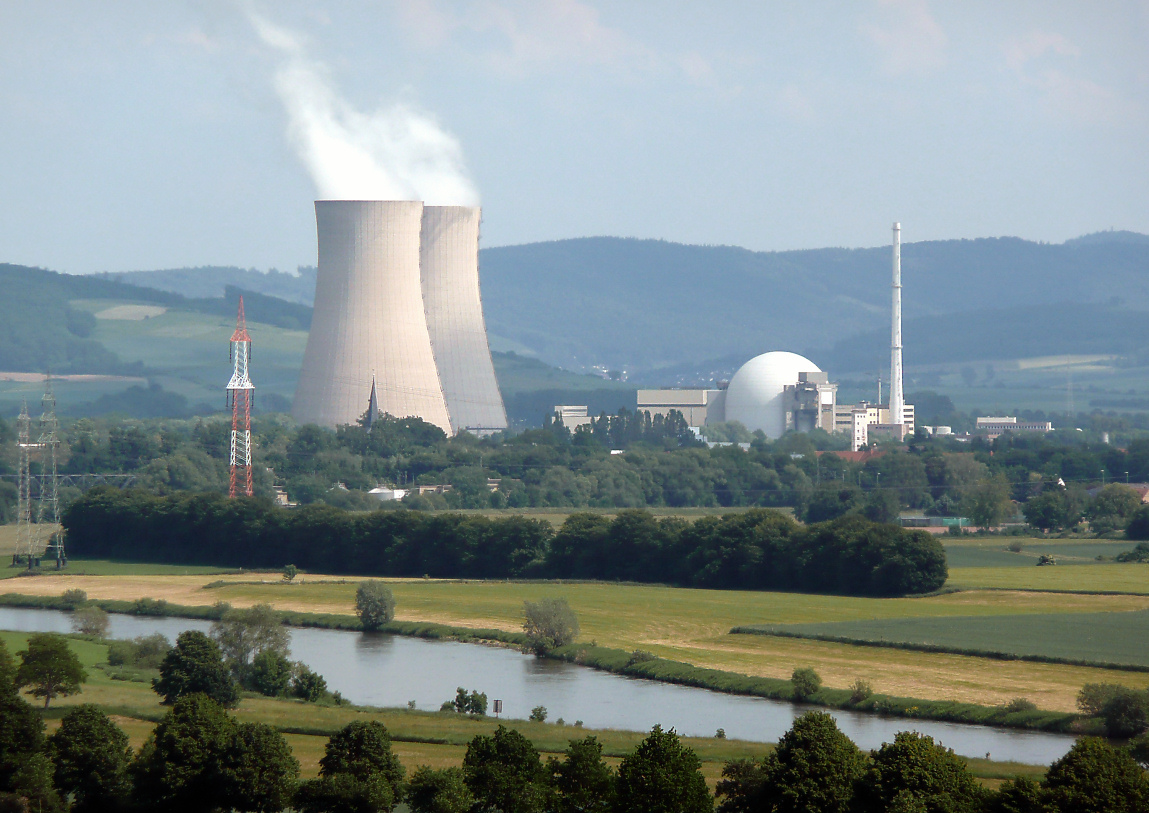
グローンデ原子力発電所。1984年に稼動。E.ONが運転している

E.ONはヨーロッパ最大級の公益事業（パブリック・ユーティリティ）運営企業であり、世界最大の民営エネルギー供給事業会社となった。ドイツ国内外で多数の原子力発電所・火力発電所・水力発電所を運営するほか、E.ONはスウェーデンのシドクラフト（Sydkraft）社やイギリスのパワージェン（Powergen）社を買収し、それぞれ「エーオン・スウェーデン」（E.ON Sverige）、「エーオン・UK」（E.ON UK）に改名しE.ONのブランドを冠するようにした。
E.ONはVEBA、VIAG、Ruhrgasが中欧および東欧に持っていた電力・ガスの子会社を引き継いで運営している。またロシアにも進出し、天然ガス大手ガスプロムの株を買っている。アメリカ合衆国では、E.ONはケンタッキー州ルイビルのLG&E Energyを買収し、エーオン・US（E.ON U.S.）にブランドを変えた。
2006年以来、E.ONはスペイン最大の電力会社エンデサ（Endesa）に買収を仕掛けていたが最終的に手を引き、エンデサはイタリアの電力会社エネルの傘下に入ることになった。

### グループ企業
E.ONは五つの市場向けの子会社に分かれている。
- E.ON Energie AG　（本社ミュンヘン、ヨーロッパ大陸で電力を供給。ドイツ国内外の電力会社を多数子会社として保有）
- E.ON Sverige　（本社マルメ、スカンジナビアで電力を供給する）
- E.ON UK　（本社コヴェントリー、イギリスで電力を供給する）
- E.ON US　（本社ルイビル、アメリカで電力を供給する）
- E.ON Ruhrgas （本社エッセン、ヨーロッパにガスを供給する）

## E.ONの再編
もともとドイツの四大電力企業は、いずれも発電・送電・配電・小売といった電気事業分野の全てを行う垂直統合を行ってきたが、欧州委員会により発送電分離を強く求められたことや債務削減対策などもあり、E.ONは2010年に送電部門をオランダの送電会社テンネットへ売却した。
さらに再生エネルギー事業の負担増、卸電力の価格低下などにより大幅に経営が悪化したE.ONは2016年より大規模な再編に踏み切った。E.ON本体は再生エネルギーによる発電を行うほかは専ら配電・小売のみを手掛けることになり、水力発電や火力発電などの従来型発電やエネルギー取引や採掘事業はすべてデュッセルドルフに設立される新会社「ウニパー」へと分離した。原子力発電はウニパーへと分離せず、E.ONの子会社プロイセン電力へと留めることになった。同時にE.ONの本社はデュッセルドルフからエッセンに移転することになった。
2018年3月、エーオンとRWEの間での資産交換が発表され、エーオンはRWE傘下のイノジー（Innogy）の株式の76.8％を買収し同社の送配電事業を得る一方、RWEはエーオンの株式の16％を買収し再生エネルギー事業を保有することになり、エーオンは同時に大規模な人員削減を行うことを発表した。